# Werner Mühlbauer
Werner Mühlbauer (* 11. April 1941 in Geislingen) ist ein deutscher Ingenieur und Agrarwissenschaftler insbesondere der Landtechnik, er war Professor für Agrartechnik in den Tropen und Subtropen im Institut für Agrartechnik an der Universität Hohenheim.

## Leben und Wirken
Mühlbauer erwarb sein Abitur 1963 in Stuttgart, wo er auch sein Maschinenbaustudium an der Universität Stuttgart absolvierte und 1968 mit dem Diplom Maschinenbau abschloss.
Ab 1969 war er wissenschaftlicher Mitarbeiter am Institut für Agrartechnik der Universität Hohenheim und nach seiner Promotion zum Dr. Ing. in Stuttgart zum Oberingenieur dieses Instituts in Hohenheim.
Am Lehrstuhl Grundlagen der Landtechnik der Universität Hohenheim habilitierte sich Mühlbauer für das Lehrgebiet Agrartechnik 1986. Zunächst wurde er Professor für Energietechnik, Institut für Agrartechnik und ab 1989 Lehrstuhlinhaber für Agrartechnik in den Tropen und Subtropen an der Universität Hohenheim bis zur Pensionierung 2004.

## Hauptforschungsgebiete
- Solarenergie, Nutzung in der Landwirtschaft; Nacherntetechnologie tropischer Produkte; Trocknung und Lagerung von Getreide; Mathematische Modellierung und Simulation von Trocknungsprozessen

## Selbstverwaltungsfunktionen
GD des Instituts für Agrartechnik in den Tropen und Subtropen; Leiter des Tropenzentrums

## Mitgliedschaften und Ehrungen
- Verein Deutscher Ingenieure; International Society of Solar Engineering; Asian Association of
- Agriculture Engineers; American Society of Agriculture Engineers

## Publikationen (Auswahl)
- Technologien zur Energieeinsparung in der Landwirtschaft : Statusbericht 1984 ; solare Trocknung, Biomasseneinsatz, integrierte Energiekonzepte, Unterglasgartenbau,  Bundesministerium für Forschung u. Technologie. (Hrsg.: Inst. für Agrartechnik d. Univ. Hohenheim im Auftr. d. Bundesministers für Forschung u. Technologie u.d. Projektleitung Energieforschung Jülich), 284 Seiten, Hohenheim 1984
- Handbuch der Getreidetrocknung : Grundlagen und Verfahren 523 Seiten, Verlag Clenze Agrimedia 2009, ISBN 978-3-86037-981-3